# Хэ Чэнтянь
Хэ Чэнтянь (кит. 何承天, пиньинь Hé Chéngtiān, 371 — 447) — государственный деятель, ученый-натуралист и астроном времен династии Лю Сун.

## Биография
Родился в 370 году в уезде Таньсянь округа Дунхай (на территории современной провинции Шаньдун). Происходил из семьи высокопоставленного чиновника государства Восточная Цзинь. Соратник основателя и первого властителя государства Лю Сун. Занимал ответственные государственные посты, в частности канцлера и главы цензората. В 440-х годах получил звание «ученого-эрудита Государственной академии» (гоцзи боши) и стал наставником наследника престола. В конце жизни разжалован за разглашение секретного приказа. Умер в 447 году.

## Естествознание и философия
Основные произведения — «Да син лунь» 達性論 («Суждения о постижении природы человека»), «Баоин-вэнь» 報應問 («Спрашиваю о воздаянии за дела свои»). Взгляды Хэ Чэнтяня изложены также в частных письмах. Также написал «Да цзюй Цзун шишу» («В ответ на письмо анахорета Цзун Бина»), «Чуньцю цяньчжуань» ("Переводы, предыдущие «Весне и осени»), «Чуньцю цянь цзачжуань» ("Разные переводы, предшествующих «Весне и осени»). Чжан Пу, ученый эпохи Мин, в 1639 году составил «Сборник произведений Хе Хеняна», куда вошли все произведения.
Главная цель Хэ Чэнтяня заключалась в дискредитации буддизма, опровержении его основных доктринальных положений. Разделяя тезис о «варварском» происхождение учения Будды, выдвинутым Цай Мо, он усилил его теоретическое обоснование. Опираясь на традиционные для Китая представления о пространственной структуре космоса, доказывал сначала «плохую» «природу» (жителей Индии как народа, населяющего иерархически низший по отношению к Китаю отрезок пространства. Выступал против идеи «неуничтожимости духа» (шеньбу ме), видя в ней главную доктрину буддизма. Опровергал учение о сансаре (луньхуей) и кармическом воздаянии, основываясь на представлениях о подчинении человеческой жизни общим закономерностям природы.
Доказывая ошибочность учения о воздаянии по делам, подчеркивал, что согласно ему такие прославленные государственные деятели и мыслители древности, как Чжоу-гун и Конфуций, должны были бы появиться в новом обличье среди потомков, чего не произошло. Важное место в системе его аргументации занимают ссылки на порядок движения небесных объектов, атмосферные явления, которые служили доказательством естественности процессов, происходящих в космосе, и отсутствии надприродного умственного существа.

## Астрономия
При разработке календаря периода Юаньцзя (424—453) — Юаньцзя ли, который был принят в 443 году, стал образцом для эпох Тан и Сун, Хэ Чэнтянь предложил начинать месяц не с дня, который рассчитывается по средней величине синодического месяца, а с того, в котором Солнце и Луна оказываются на одной долготе. Вслед за Юй Си произвел исследовательские прецессии и установил ее скорость в 1º за каждые 100 лет, однако не использовал эту величину в своем календаре.

## Математика
Хэ Чэнтянь также занимался изучением соотношения длины окружности к ее диаметру, занимался изучением π = 3,1428.

## Музыка
Хэ Чэнтянь мастерски играл на 10-16-струнной цитре и реформировал музыкально—теоретическую систему Цзин Фана, разработав новую — синьлюй («новый люй»). За счет распределения среди всех «люй» разницы между 13-м «по порождению» «люй» и октавой от «хуан чжуна». Это привело к небольшому удлинению всех 11 трубок «люй», которые находятся между «хуан чжуном» и его октавой. Хотя строй стал более темперированным, такое построение было искусственным и не позволяло достичь необходимой математической точности.